# Grzegorz Więzik
Grzegorz Więzik (ur. 21 lipca 1963 w Łodygowicach, zm. 26 grudnia 2021) – polski piłkarz grający na pozycji pomocnika.

## Kariera
Karierę rozpoczął w LKS-ie Łodygowice, skąd pochodził. Następnie występował w Stali Bielsko-Biała z którą w 1980 roku zdobył wicemistrzostwo Polski juniorów. W ciągu czterech sezonów w BKS rozegrał 39 spotkań, w tym 14 na szczeblu dawnej II ligi (dziś I ligi). Od sezonu 1983/84 grał w Starcie Łódź, w kwietniu 1985 roku został piłkarzem pierwszoligowego ŁKS Łódź.
Pod koniec czerwca 1988 roku po meczu Pucharu Intertoto pomiędzy 1. FC Kaiserslautern a ŁKS Łódź nie wrócił z drużyną do Polski. Brak możliwości podpisania kontraktu z niemieckim klubem sprawił, że do kraju powrócił w październiku tego samego roku. 9 października 1988 zagra ostatni oficjalny mecz w barwach ŁKS przeciwko Legii Warszawa, następnie zostanie zawieszony przez PZPN. Po raz kolejny z Polski wyjeżdża wiosną 1989 roku, latem podpisuje kontrakt z 1. FC Kaiserslautern. W sezonie 1989/90 wystąpił w trzech spotkaniach Bundesligi, drużyna w finale na Stadionie Olimpijskim w Berlinie pokonuje Werder Brema (3:2) i zdobywa Puchar Niemiec. Więzik w tym spotkaniu jest na ławce rezerwowych.  
Po roku spędzonym w 1. FCK odchodzi do francuskiego FC Mulhouse, które spadło z Lique 1. Następne dwa sezony występuje w duńskim Silkeborg IF, na początku 1992 roku doznaje poważnego złamania nogi, rok później przechodzi do Viborg FF. W kolejnych latach jest piłkarzem Sendling 1918 München, Ikast FS oraz Eintracht Trewir.
W 1997 roku wraca do Polski do Krisbutu Myszków. W sezonie 1997/98 występuje ponownie w ekstraklasie w barwach Dyskobolii Grodzisk Wielkopolski. Latem 1998 roku podpisuje kontrakt z grającym wówczas w V lidze BBTS Bielsko-Biała. W maju 2001 przenosi się do KSZO Ostrowiec Świętokrzyski, ale od sezonu 2001/02 jest ponownie piłkarzem BBTS. W barwach BBTS i Podbeskidzia (klub zmienił nazwę w 2002) występuje do końca sezonu 2002/03. W tym czasie klub awansował z V do II ligi, Więzik rozegrał 131 ligowych spotkań i strzelił ponad 70 goli. 
W polskiej I lidze (obecnie ekstraklasie) rozegrał łącznie 101 meczów (86 w ŁKS-ie i 15 w Dyskobolii) i strzelił 16 bramek (14 w ŁKS-ie i 2 w Dyskobolii).
W latach 1986–88 występował w olimpijskiej reprezentacji Polski, która walczyła o udział w igrzyskach olimpijskich w Seulu. Rozegrał w niej 17 spotkań, strzelił sześć bramek.